# La Lana
La Lana, pseudonimo di Lana Jurčević (Zagabria, 7 novembre 1984), è una cantante croata.

## Biografia
Jurčević ha intrapreso la propria carriera musicale nel 2003, mettendo in commercio l'album in studio di debutto Lana sotto la Croatia Records. L'anno seguente ha preso parte a Dora, la rassegna canora utilizzata per decretare il partecipante eurovisivo croato, dove si è piazzata al 6º posto in finale con Prava istina. Due anni più tardi ha preso parte allo stesso evento, eseguendo Najbolja glumica. Al disco d'esordio hanno fatto seguito 1 razlog (2006), Volim biti zaljubljena (2008) e Pobjede i porazi (2012), nonché la raccolta di successi Kopija del 2010.
Nel 2016 è stata concorrente a Tvoje lice zvuči poznato, la versione croata di Tu cara me suena, dove è terminata al 3º posto. Il suo LP Tabu è figurato tra quelli più venduti a livello nazionale dell'intero 2017.
Jurčević, in seguito a un contratto firmato nel gennaio 2020 per la divisione polacca della Warner Music Group, ha iniziato a lavorare sotto lo pseudonimo di La Lana, rendendo disponibili i singoli So Messed Up e How Will I Know.

## Discografia

### Album in studio
- 2003 – Lana
- 2006 – 1 razlog
- 2008 – Volim biti zaljubljena
- 2012 – Pobjede i porazi
- 2017 – Tabu

### Raccolte
- 2010 – Kopija

### Singoli
- 2017 – Od najgorih najbolji (con Luka)
- 2018 – Usne ko milijun watti
- 2020 – So Messed Up
- 2020 – How Will I Know
- 2023 – Tipično muški